# SSV Textima Chemnitz
Der SSV Textima Chemnitz ist ein deutscher Fußballverein aus Chemnitz-Erfenschlag.

## Geschichte
Textima Erfenschlag wurde 1930 unter der Bezeichnung ATSV Erfenschlag gegründet, trat später bis 1945 aber nur noch als TV Erfenschlag in Erscheinung. Der Arbeiterverein spielte in der Meisterschaft des ATSB sowie im höherklassigen sächsischen Fußball zunächst keine Rolle. Zur Spielzeit 1943/44 gelang der Aufstieg in die zweitklassige 1. Klasse Chemnitz. 1944/45 wurde die erstklassige Gauliga Sachsen stark erweitert, wodurch auch der TV Erfenschlag in diese aufgenommen wurde.
Nach 1945 wurde der Verein als SG Erfenschlag neu gegründet. Die Sportgruppe spielte nur 1947/48 in der Bezirksklasse Chemnitz, der damals höchstmöglichen Spielklasse. Im Anschluss versanken die Chemnitzer recht schnell in der Bedeutungslosigkeit, eine Teilnahme an der ab 1952 drittklassigen Bezirksliga Karl-Marx-Stadt gelang nur 1956 als BSG Motor Textima Schönau. Nach dem erneuten Abstieg aus der viertklassigen Bezirksliga 1968 gelang ein Wiederaufstieg bis zum Ende der DDR nicht mehr. Die BSG trat ab 1957 als Betriebssportgemeinschaft Aufbau Mitte Karl-Marx-Stadt sowie ab 1977 wieder als Motor Textima Schönau an. Die BSG spielte auf dem Sportplatz Neubauernweg (heute Nachwuchszentrum des Chemnitzer FC) außerhalb des Betriebsgelände des Industriewerkes Karl-Marx-Stadt.
Nach der Wende vollzog der stets unterklassig spielende Verein eine Namensänderung in  SSV Textima Chemnitz. Derzeitige Spielklasse ist die Kreisliga A Chemnitz.

## Erfolge
- Teilnahme Gauliga Sachsen 1944/45
- Teilnahme Bezirksklasse Chemnitz (Land Sachsen/damals höchstmögliche Spielklasse): 1947/48